# ریس ایوانز
ریس اوانس (انگلیسی: Rhys Evans؛ زادهٔ ۲۷ ژانویهٔ ۱۹۸۲) یک بازیکن فوتبال است.